# Gary Snyder
Gary Snyder (ur. 8 maja 1930) – amerykański poeta i eseista, wyznawca zen zainteresowany filozofią Bliskiego Wschodu.
Podczas nauki w Reed College mieszkał z poetami Lwem Welchem i Philipem Whalenem, z którymi zawarł przyjaźnie na całe życie. 7 października 1955 r. wziął udział w wieczorze poetyckim w Six Gallery w San Francisco, pierwszym publicznym wystąpieniu członków Beat Generation. Początkowo był związany z ruchem beatników, który rozwinął się jako bunt przeciwko amerykańskiemu stylowi życia i cywilizacji kapitalistycznej. Tworzył poezję filozoficzną zawierającą refleksję nad rolą natury i religii w życiu człowieka.

## Wybrane tomy wierszy i esejów
- Myths & Texts (1960)
- Six Sections from Mountains and Rivers Without End (1965)
- The Back Country (1967)
- Riprap and Cold Mountain Poems (1969
- Regarding Wave (1969)
- Earth House Hold (1969)
- Turtle Island (1974)
- The Old Ways (1977)
- He Who Hunted Birds in His Father's Village: The Dimensions of a Haida Myth (1979)
- The Real Work (1980)
- Axe Handles (1983)
- Passage Through India (1983)
- Left Out in the Rain (1988)
- The Practice of the Wild (1990)
- No Nature: New and Selected Poems (1992)
- A Place in Space (1995)
- Mountains and Rivers Without End (1996)
- The Gary Snyder Reader: Prose, Poetry, and Translations (1999)
- Danger on Peaks (2005)
- Back on the Fire: Essays (2007)